# Rue Bolchaïa Krasnaïa
La rue Bolchaïa Krasnaïa (Улица Большая Красная, grande rue Rouge) est l'une des rues les plus anciennes de la ville de Kazan en Russie. Elle commence au croisement de la rue Batourine au pied du Kremlin de Kazan, se dirige vers l'est et se termine au croisement de la rue Tolstoï où se trouve l'école militaire Souvorov de Kazan. Au sud parallèlement à la rue Bolchaïa Krasnaïa, on trouve la rue Karl-Marx, la rue Dzerjinski et la rue Gorki. 

## Histoire
Le nom de la rue provient de la sloboda Rougе (Krasnaïa) formée ici au XVIIe siècle avec au milieu l'église Notre-Dame-de-Géorgie. On y trouvait beaucoup d'ateliers de mercerie (que l'on appelait articles rouges).  

## À voir

### Place et square
- Place de la Liberté .
- Square Léon-Tolstoï.

### Sculptures
- Buste de Léon Tolstoï
- Statue du sculpteur Baki Ourmantché

## Édifices

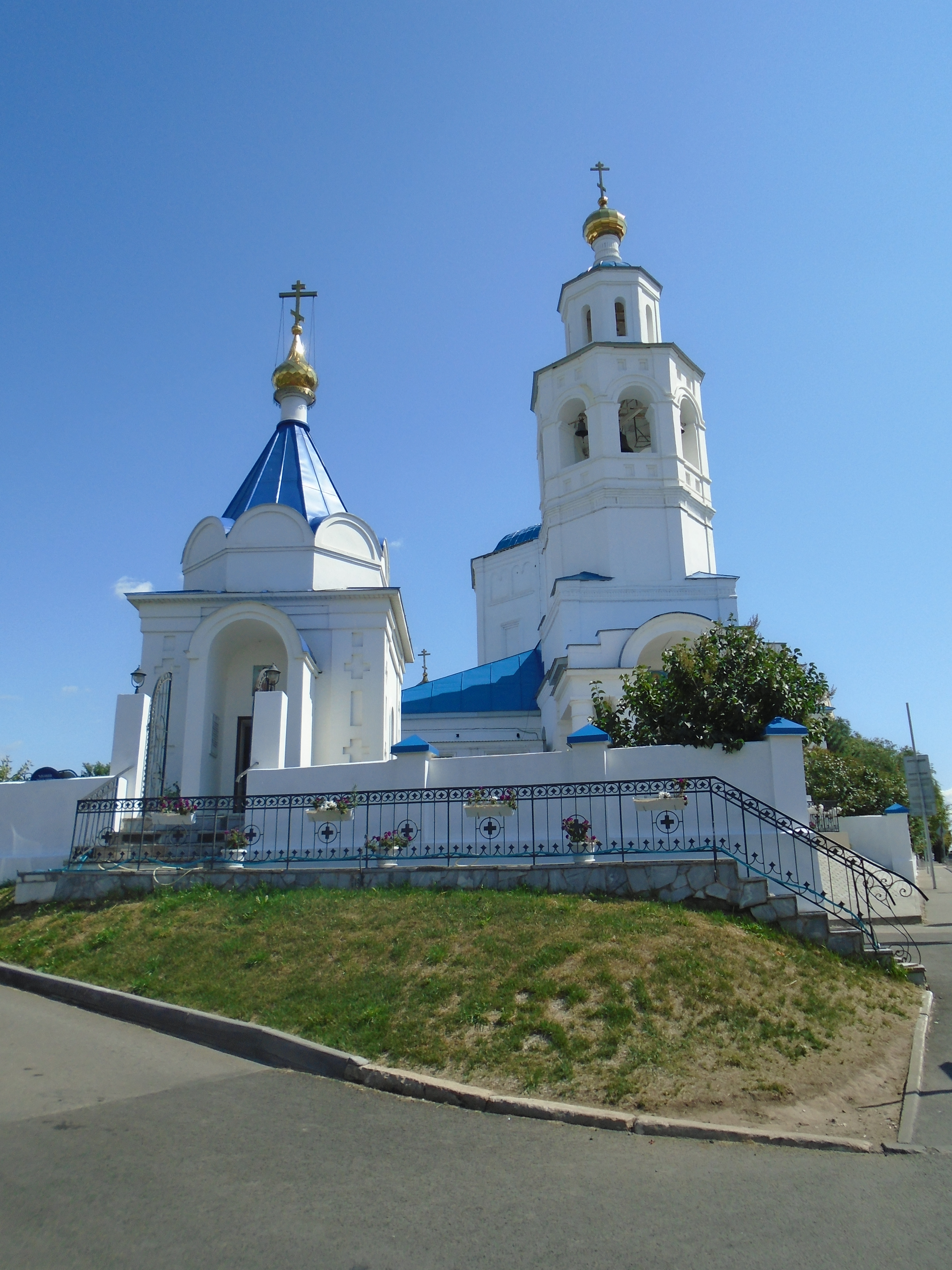
Église Sainte-Parascève.

### Églises
- Église Sainte-Parascève
- Monastère Notre-Dame-de-Kazan (masculin) et son église-porte

### Administrations
- Direction des Affaires intérieures de la ville de Kazan (УВД)
- Direction du service fédéral de sécurité de la république du Tatarstan (FSB)
- Tribunal constitutionnel de la république du Tatarstan
- Ministère de la culture de la république du Tatarstan

### Établissements culturels
- Fondation artistique de la république du Tatarstan (n° 62)
- Union des artistes de la république du Tatarstan
- Grande Salle de concert d'État Saïdachev

### Établissements d'enseignement
- École-lycée de musique auprès du conservatoire d'État Jiganov de Kazan
- Université nationale de recherche technique Tupolev
- Institut du développement de l'éducation de la république du Tatarstan
- Institut de recherche scientifique d'épidémiologie et de microbiologie de Kazan
- Conservatoire d'État de Kazan (Académie Jiganov)

### Établissements médicaux
- Polyclinique des maladies infectio-allergiques de Kazan
- Maternité n° 2
- Dispensaire clinique des maladies de la peau et vénériennes

## Photographies

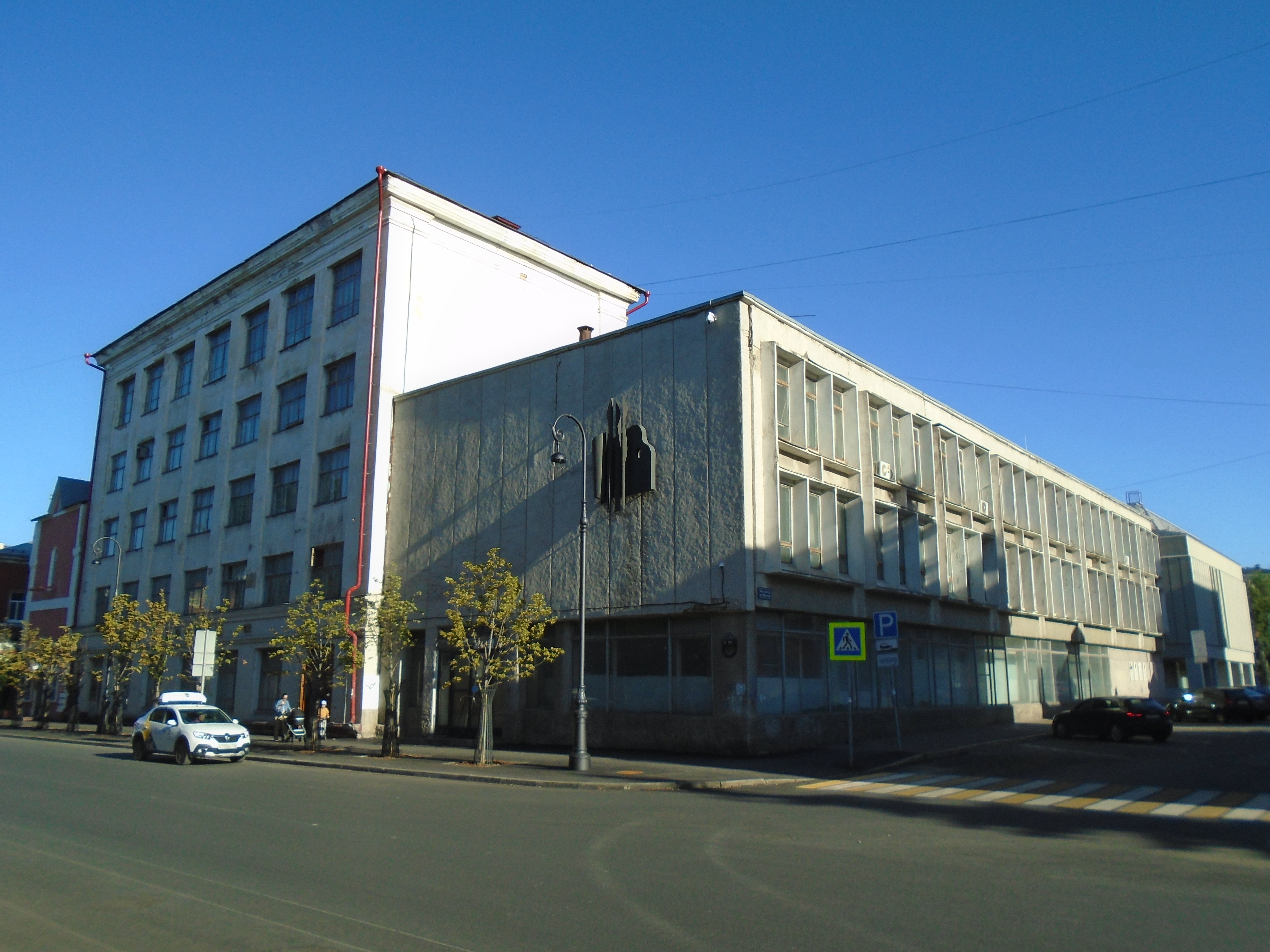
N° 62
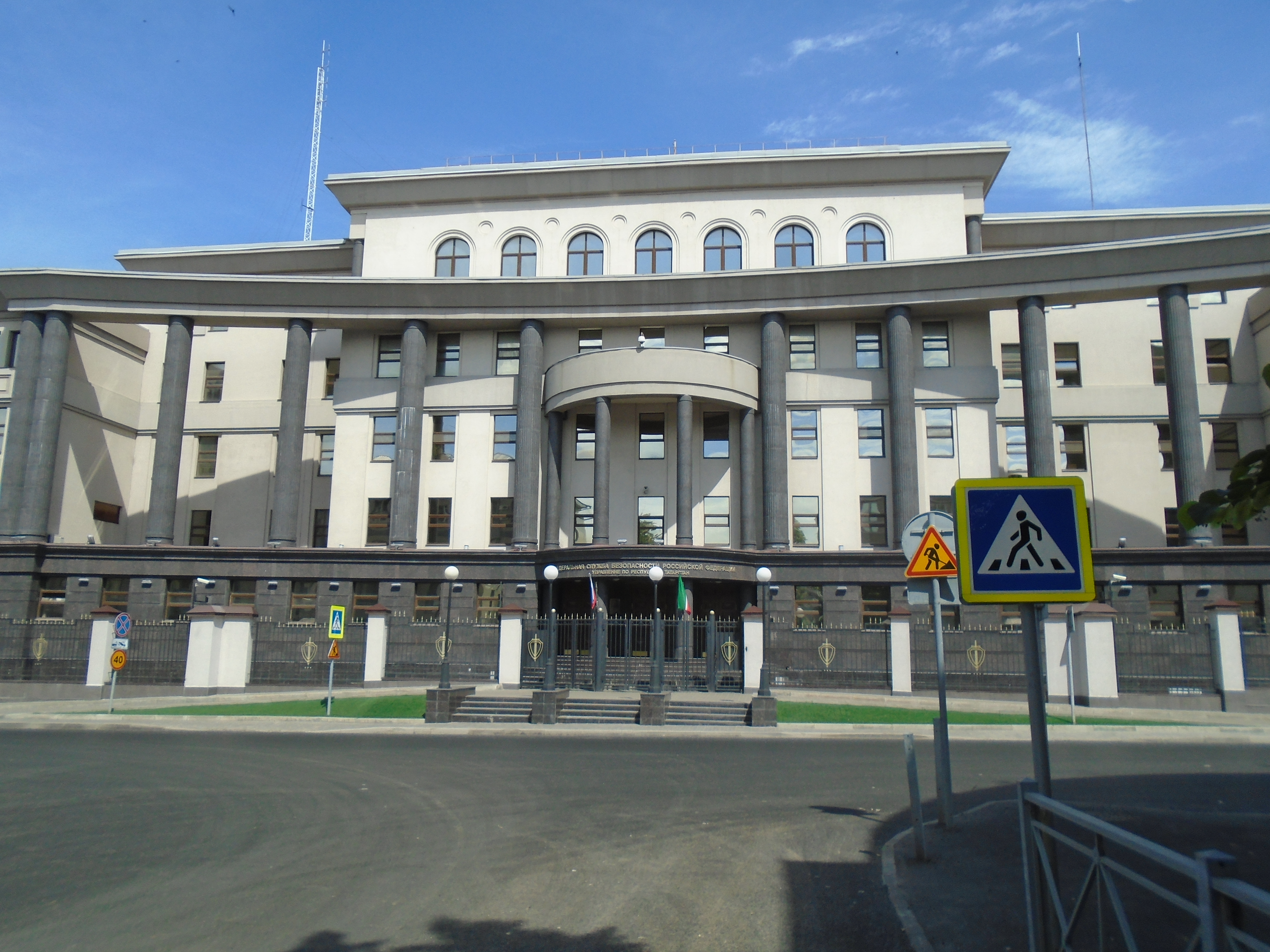
Immeuble du FSB
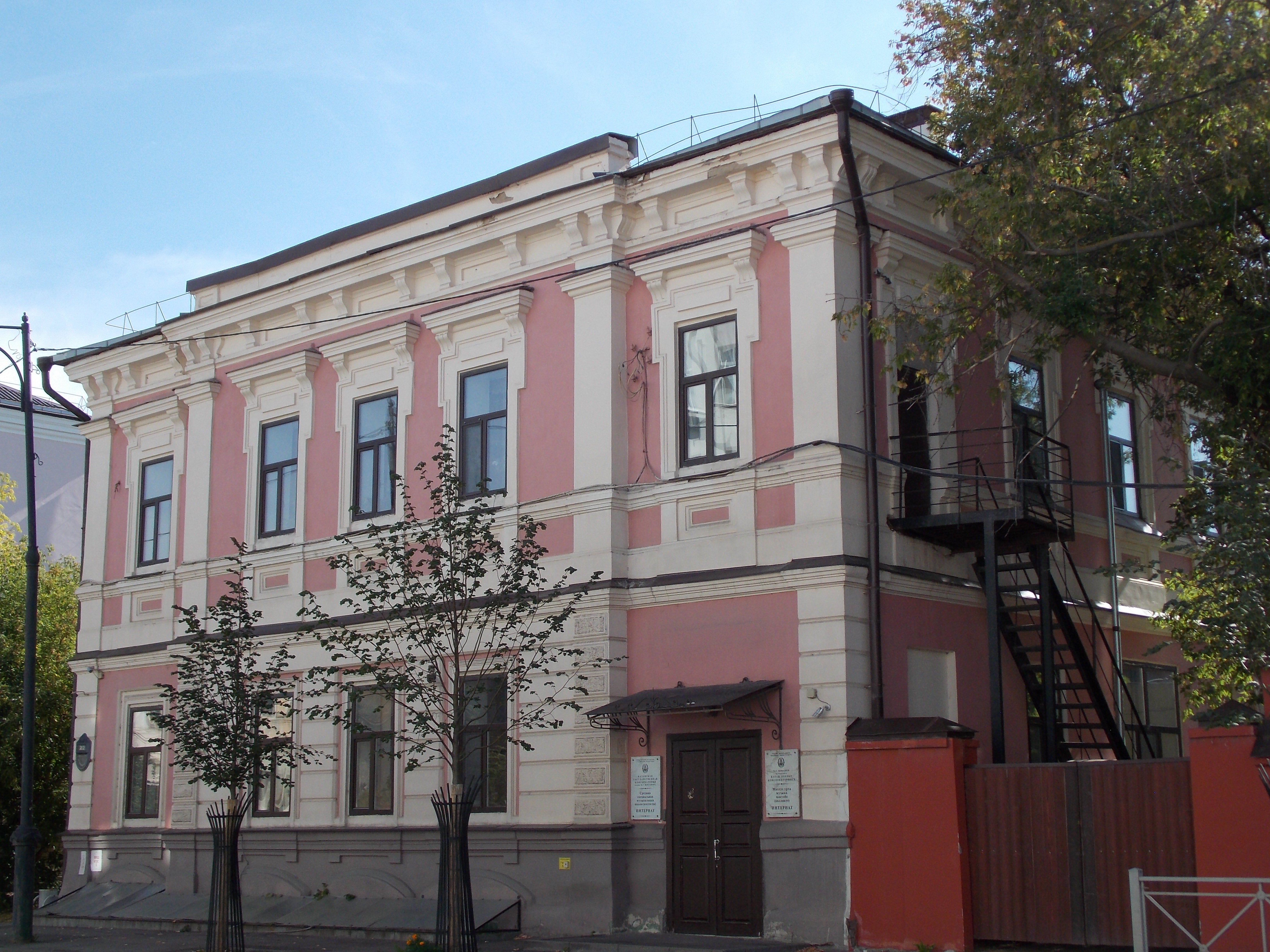
N° 22
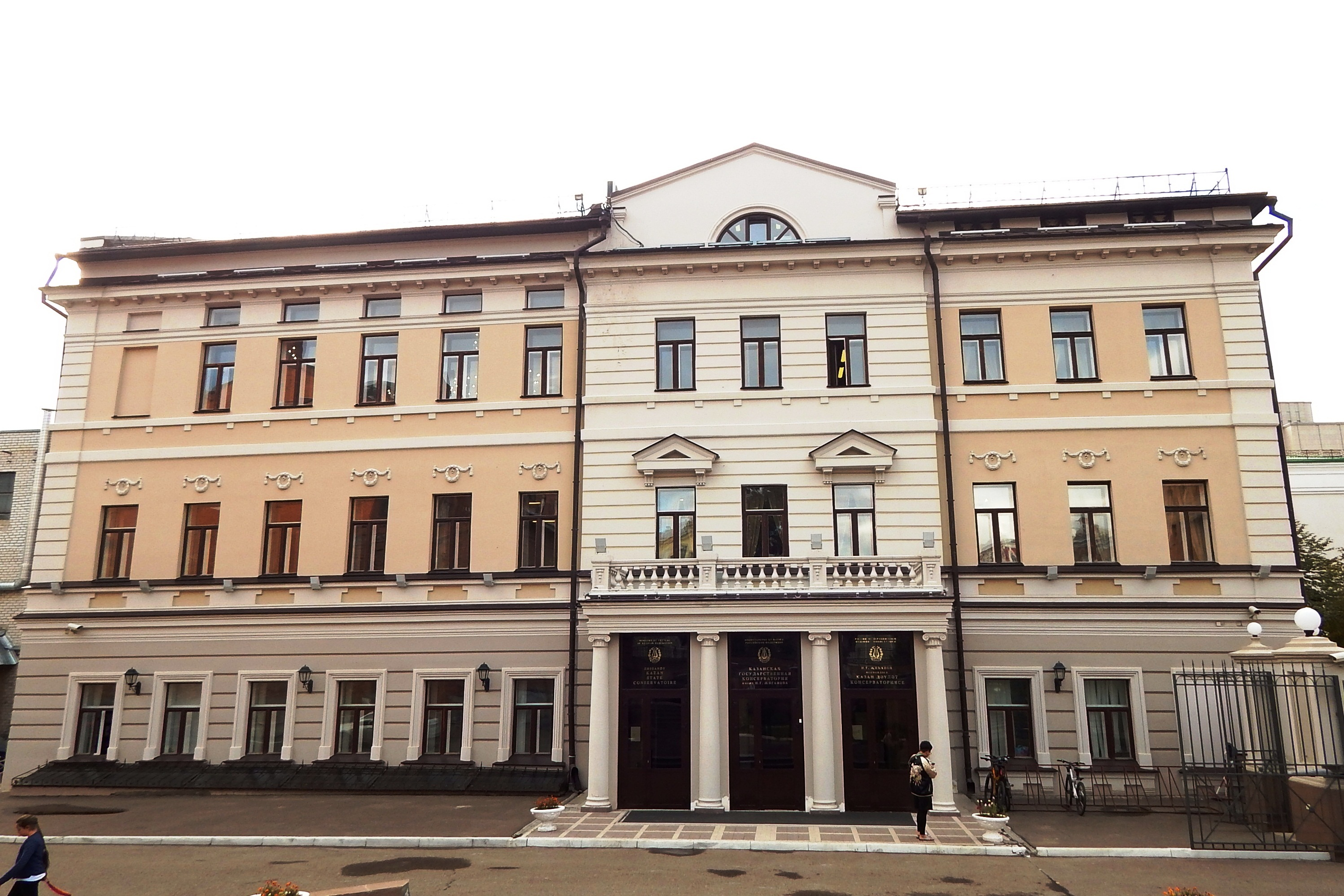
Maison de la Noblesse construite en 1912, aujourd'hui conservatoire d'État Jiganov de Kazan
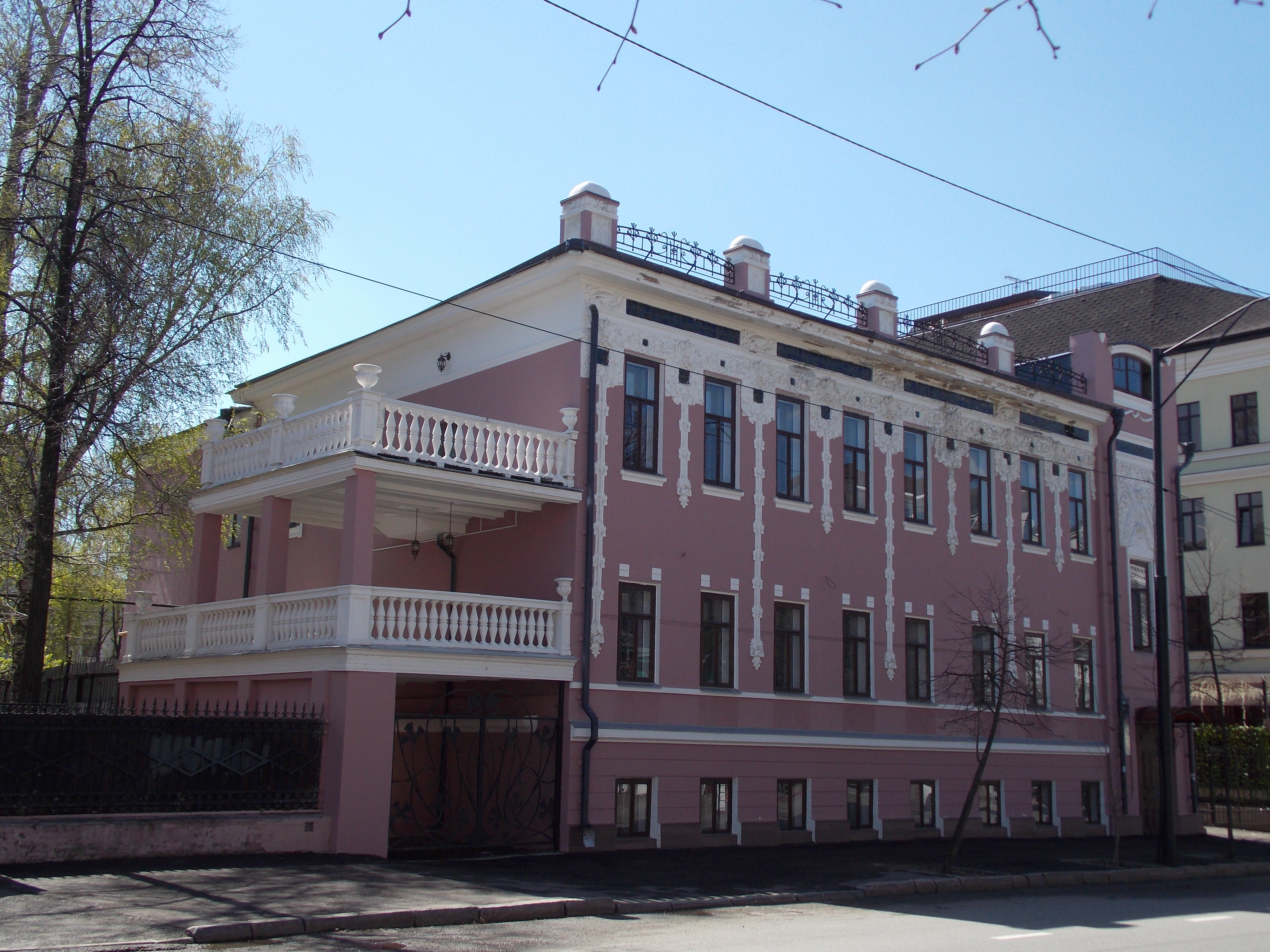
Maison Tokarev
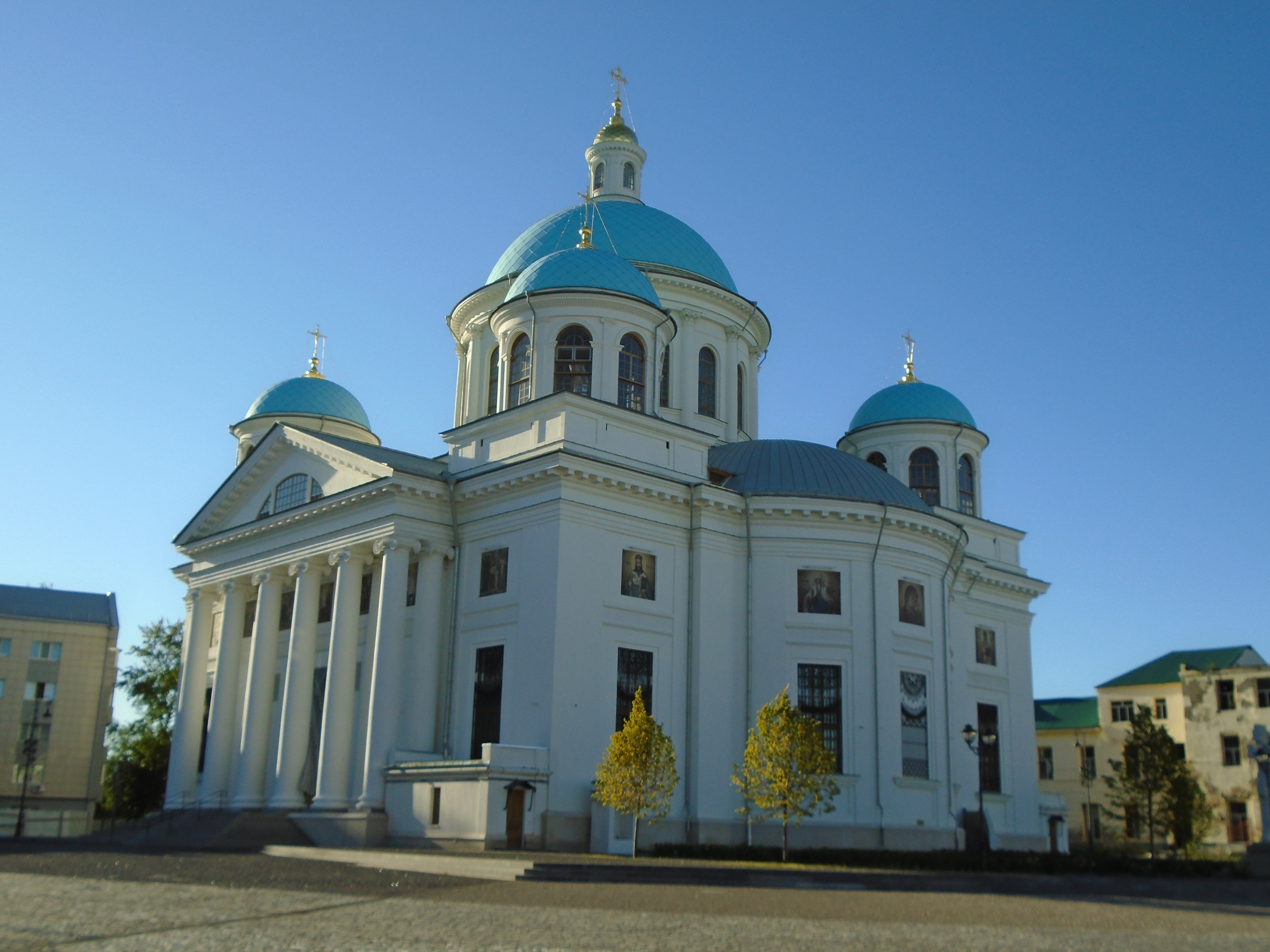
Cathédrale ND de Kazan du monastère du même nom